# U-20 (1936)
U-20 – niemiecki okręt podwodny (U-Boot) typu IIB z okresu II wojny światowej. Okręt wszedł do służby w 1936 roku. Wybrani dowódcy: Kptlt. Karl-Heinz Moehle.

## Historia
Okręt służył w 3., 1., 21. i 30. Flotylli U-Bootów pod wieloma dowódcami. Od sierpnia 1939 do marca 1940 roku odbył 10 patroli bojowych, podczas których zatopił 11 jednostek o łącznej pojemności 28 865 BRT.
Od maja 1940 do września 1942 roku służył jako okręt szkoleniowy (Gdańsk, Piława); wycofany ze służby i przetransportowany drogą lądową na Morze Czarne. W maju 1942 roku wcielony do 30. Flotylli w Konstancy (Rumunia). Odbył tam 11 patroli bojowych, zniszczył sowiecki zbiornikowiec (drugi uszkodził), statek pasażerski i dwie mniejsze jednostki. U-20 został zatopiony przez załogę 10 września 1944 roku w pobliżu czarnomorskich wybrzeży Turcji. Załoga została internowana.
W sumie odbył 20 patroli bojowych, zatopił 15 jednostek o łącznej pojemności 38 513 BRT, uszkodził jedną. 
Na początku 2008 roku media doniosły o dotarciu do wraków niemieckich U-Bootów: U-20, U-23 i możliwym zlokalizowaniu U-19.